# Pégase (film, 2010)
 (février 2011).
Si vous disposez d'ouvrages ou d'articles de référence ou si vous connaissez des sites web de qualité traitant du thème abordé ici, merci de compléter l'article en donnant les références utiles à sa vérifiabilité et en les liant à la section « Notes et références ».
Pour les articles homonymes, voir Pégase.
Pour plus de détails, voir Fiche technique et Distribution.
Pégase (بُرَاقْ) est un film marocain réalisé par Mohamed Mouftakir, sorti en 2010.

## Fiche technique
- Titre original : بُرَاقْ
- Titre français : Pégase
- Titre anglais :  Pegasus
- Réalisation et  Scénario  : Mohamed Mouftakir
- Décors : Boujemaa Rassourance
- Photographie : Xavier Castro
- Montage : Julien Foure
- Son : Taoufik Mekraz
- Musique : Wolfgang Funk
- Production : Fouad Challa
- Société(s) de production : Dreamaker Productions, 2M
- Pays d'origine :  Maroc
- Langue : arabe marocain
- Genre : Fiction
- Durée : 104 minutes
- Dates de sortie :
  -  Belgique : 3 septembre 2010 (Festival du film francophone de Namur)
  -  Maroc : 12 janvier 2011[réf. nécessaire]

## Distribution
- Saadia Ladib : Zineb
- Majdouline Idrissi : Rihanna
- Majdoline Drissi : Ryhana
- Driss Roukhe : Chrif
- Anas El Baz : Zayd
- Fatim Zahra Bennasser
- Nadia NIazi
- Abdelatif CHaouqui
- Ghizlaine ALaoui
- Kaouthar Semlali
- Khaled Benaissa
- Maher Iham
- Khadija Amari
- Lamia Essassi
- Yassir Semlali

## Récompenses
- Grand Prix, Prix de la critique, spéciale du jury, meilleur rôle féminin (Saadia Labid, Majdouline Drissi), Prix musique originale (Wolfgang Funk), Prix du meilleur son (Taoufik Mekraz) et Prix de la meilleure image du 11e Festival national du film marocain Tanger (2011).
- Grand Prix et Prix du deuxième role féminin du 13e Festival du cinéma Africain, Khouribga (2010).
- Prix de la meilleure image au Festival international du film de Dubaï (2010).
- Etalon d'or de Yennega au FESPACO 2011.
- Prix de la meilleure première œuvre à la 27e édition du Festival du cinéma méditerranéen d'Alexandrie[2].

## Citations
« Le cinéaste Mouftakir,  dans son nouveau long métrage et dans ses courts métrages, a dressé  une  lignée d’idée, d’outils et d’objectifs  qui sont bien clairs dans sa filmographique. D’ailleurs, Mouftakir le dit : il ne conçoit pas du tout le cinéma comme une narration  habituelle avec des mécanismes, ses sujets et ses dénouements. Il structure son film à partir de séquences bien réfléchies et bien montrées qui dépassent la dernière séquence pour s’ouvrir sur la prochaine » souligne Khalid Damoun président de l’association marocaine des critiques de cinéma.